# 周氏鸟属

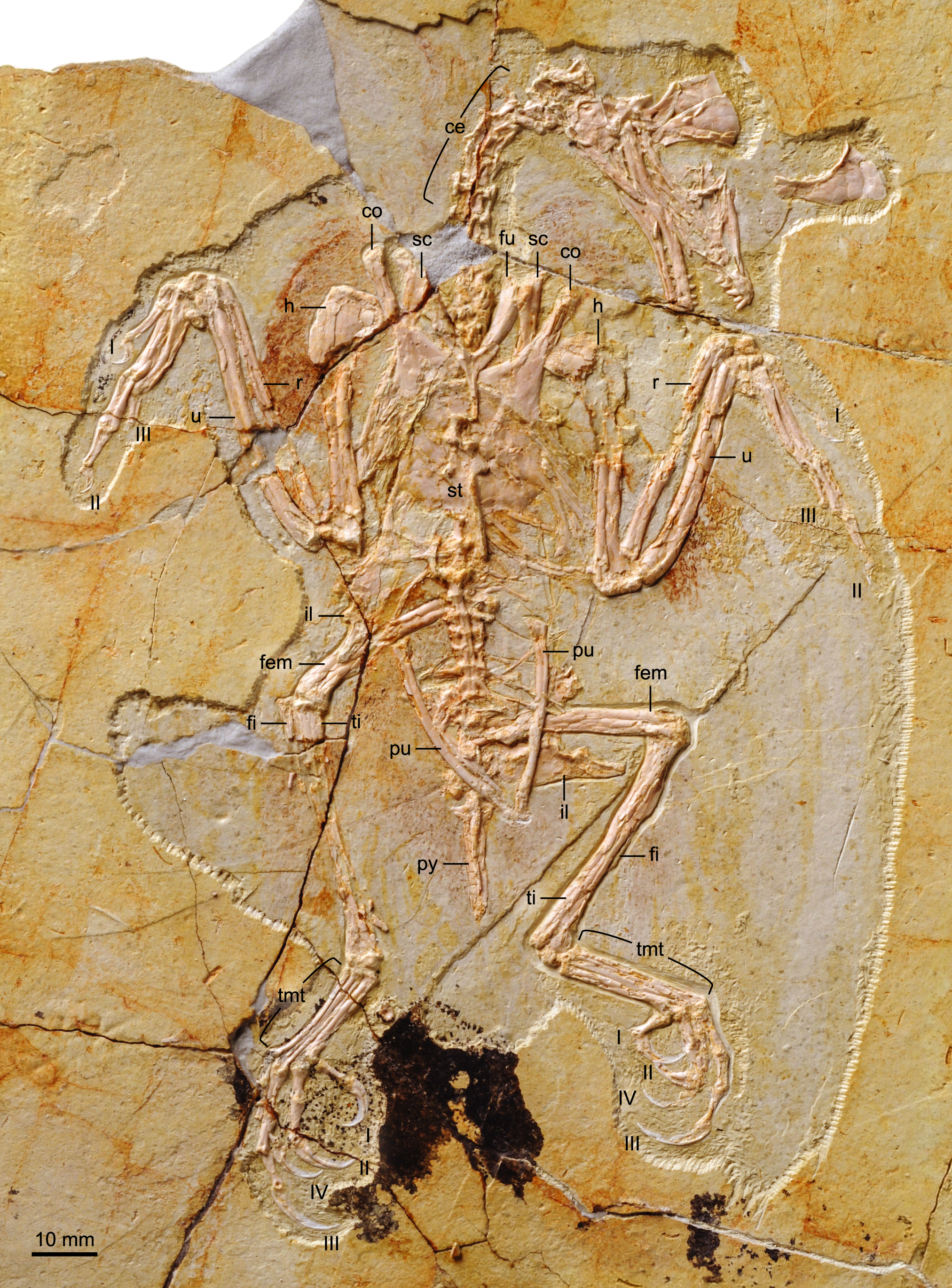
韩氏周氏鸟标本

周氏鸟属（学名：Zhouornis）为反鸟亚纲渤海鸟科下的一个属，现已灭绝。该属包含一个模式种：韩氏周氏鸟（Zhouornis hani），发现于中国辽宁省西部的早白垩世热河群。周氏鸟属由中国首都师范大学生命科学学院的张子慧等人于2013年命名。

## 命名
韩氏周氏鸟的属名来自中国科学院古脊椎动物与古人类研究所的周忠和博士，以及希腊文的“ornis”，意为“鸟”。种名则来自中科院古脊椎所的Lizhou Han先生。

## 形态
韩氏周氏鸟来自编号为CNUVB-0903的标本，其形态为接近亚成体个体的骨骼化石。张子慧等人认为韩氏周氏鸟的头骨的脑颅和枕部与先前反鸟亚纲的特点不同，大的基翼骨突和发达的基蝶骨隐窝类似于非鸟类恐龙。